# ヘレロ・ナマクア虐殺

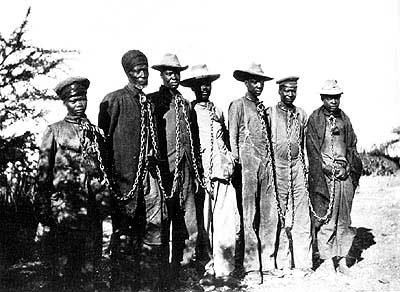
鎖に繋がれたヘレロ人

ヘレロ・ナマクア虐殺（ヘレロ・ナマクアぎゃくさつ、ドイツ語: Völkermord an den Herero und Nama）は、ドイツ領南西アフリカ（現・ナミビア）においてドイツ帝国が先住民族に対して行った虐殺。アフリカ分割の動きの中の1904年から1908年にかけて行われ、20世紀最初のジェノサイド（虐殺）と考えられている。

## 概要
アフリカ分割に加わったドイツ帝国による南部アフリカ侵攻で土地を追われた先住民族のヘレロ族は1904年1月12日、サミュエル・マハレロの指揮の下、ドイツ人への無差別攻撃を開始した（ホッテントット蜂起）。これに対してドイツは8月、ロタール・フォン・トロータ将軍の指揮でこれを破り（en:Battle of Waterberg）、三方から包囲して、カラハリ砂漠（英: Omaheke Desert）に追い込んだ。追い込まれたヘレロ族は英領ベチュアナランドを目指したが、脱出した途上で多くが渇きのために死んだ。ベチュアナランドに辿り着いたのは1000人以下だった。
10月にはナマクア族も蜂起したが同様の結果に終わった。ドイツは先住民を強制収容所へ収容したり強制労働に従事させたりした。結果、戦後の人口統計からみて、約6万人のヘレロ族（全人口8万人のうち、80%）、1万人のナマクア族（全人口2万人のうち50%）が死亡した。ヘレロ族の死者数は2万4000人～最大10万人とする推計もある。
この虐殺の特徴は、一つは餓死であり、もう一つはナミブ砂漠に追いやられたヘレロ族とナマクア族の使用する井戸に毒を入れたことによる中毒死である。

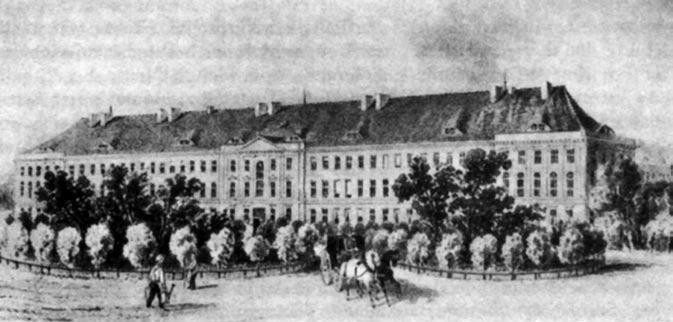
死亡した捕虜の首級はドイツ帝国首都ベルリンのシャリテーに送られた（2011年と2013年に返還）

## 現代への影響
ナミビアの首都ウィントフークには慰霊碑が建てられている。
2004年、ヘレロ戦争100周年記念式典に出席したドイツ連邦共和国経済協力・開発大臣だったハイデマリー・ヴィーチョレック＝ツォイルは、ドイツが行った残虐行為を詳細に列挙したうえで、「当時行われた大量虐殺は、今日であればジェノサイドと呼ばれる」と述べるなど、従来の政府見解を大きく超える言葉で、追悼と謝罪の意を全ドイツ人を代表して表した。しかしヘレロは財政的賠償を求めた。ヘレロ・ジェノサイド財団のエスター・ムインジャンゲ議長は「ドイツ政府が本当に謝ったとは思っていない」として、ドイツ連邦議会での決議のような公式な謝罪をすべきとの考えを示した。また、ドイツによるこの虐殺が後のナチス・ドイツによるユダヤ人虐殺につながったとの見方に同意している。
翌2005年、ドイツ政府は法的責任を認めないまま「和解金」として2000万ユーロを支払うとの「和解イニシアティブ」を提案。しかしナミビア側との調整を経ていない一方的な提案だったこともあって合意に至ることはなかった。
2007年にドイツ連邦議会で左翼党が、ドイツが1904年に現在のナミビアで原住民にたいして行なった犯罪行為を埋め合わせすべきだという動議を提出したが、左翼党の要求に対する当時のドイツ連邦議会の答えは「ドイツに責任があったことは認めるが補償やジェノサイド認定はしない」というものであった。
2016年、連邦議会議長ノルベルト・ラマートが当時の行為について「ジェノサイド」という言葉を使ってニュースになった。けれどもこれは政府の公式な見解とは見なされず、「謝罪はするがジェノサイド認定も賠償もしない」という連邦政府の姿勢は変わらなかった。
2018年7月、ドイツは「集団虐殺」を認めてナミビアと謝罪と補償をめぐって交渉を進めた。ドイツは約7190万ユーロを補償する計画を発表したが、犠牲者の子孫に直接現金で補償する方式ではなく、国家インフラ開発等に使えるファンド形式を提案した。2017年1月この提案について「真の補償ではない」と考える子孫達は両政府間交渉への参加を求め、米ニューヨーク連邦裁判所においてドイツ政府に対する集団訴訟を起こした。
2021年5月28日、ドイツ政府は虐殺であったことを認め、 30年間で11億ユーロを提供することを宣言した。しかし当時の国際法に違反していなかったとして法的責任を認めず、「現在の視点で見れば」ジェノサイドであったとの留保付きであった。また宣言のなかには「賠償」や「補償」への言及もなく、提示された11億ユーロにも「賠償金」ではなく、 復興と開発を支援するための「支援金」とされていた。そのため、虐殺の被害を受けなかったオバンボ族が主体であるナミビア政府が「支援金」の受け手となることになるため、野党支持者が多いヘレロ族やナマクア族からの反発があった。ボツワナなど国外に住む被害者子孫が救済から漏れていることへの批判もある。
ナミビア大統領ハーゲ・ガインゴブはドイツの宣言を「歴史的」と評価し、提案の受け入れを表明したが、議会は不十分なものであるとして受け入れず、取引は保留された。

また富裕層が多く「虐殺の受益者」という見方が広がるドイツ系ナミビア人には、報復に怯え、海外移住を検討する人もいる。